# Dease Lake Indian Reserve 9
Dease Lake Indian Reserve 9 är ett reservat i Kanada.   Det ligger i provinsen British Columbia, i den centrala delen av landet, 3 900 km väster om huvudstaden Ottawa.
Trakten runt Dease Lake Indian Reserve 9 är nära nog obefolkad, med mindre än två invånare per kvadratkilometer.